# Il Gioco degli Scacchi
Il Gioco degli Scacchi é o título de um tratado sobre enxadrismo de autoria de Pietro Carrera, publicado em italiano em 1617 em oito volumes. sendo o primeiro livro impresso em Militello.